# Asphalte (film, 1959)
Pour les articles homonymes, voir Asphalte (homonymie).
Pour plus de détails, voir Fiche technique et Distribution.
Asphalte est un film français réalisé par Hervé Bromberger, sorti en 1959.

## Synopsis
À la faveur d'un voyage d'affaires à Paris, de son mari Éric, riche homme d'affaires, la jeune Nicole retrouve d'anciens amis : Michel, Gino et les autres. Elle revient dans le quartier pauvre de son adolescence. Une idylle se noue avec Michel, mais la fugue risquerait de mal se terminer pour elle sans la vigilance d'Éric, d'autant plus que Gino au cours d'une rixe vient de tuer un homme. Nicole dira adieu à Michel et à son passé...

## Fiche technique
- Titre : Asphalte
- Réalisation : Hervé Bromberger
- Scénario, adaptation et dialogues : Jacques Sigurd
- Assistants réalisateurs : Robert Topart, Michel Reynald, Éric Le Hung
- Photographie : Roger Hubert
- Opérateur : Adolphe Charlet, assisté de Max Dulac et Bernard Sury
- Musique : Francis Lopez
- Direction musicale : Paul Bonnot (éditions musicales Francis Lopez)
- La chanson Y'a des jours est interprétée par Dora Neri
- Décors : Olivier Girard, assisté de Henri Sonois et Jean-Jacques Fabre
- Montage : Gilbert Natot et Denise Natot
- Son : Raymond Gauguier, assisté de Fernand Sartin et Gabriel Salagnac
- Photographe de plateau : Marcel Dolé
- Production : Francis Lopez, Eugène Lépicier, Robert Vignon
- Sociétés de production : Lyrica, Filmel, Les Films Mars
- Distribution : C.C.F.C
- Dates et lieu de tournage : du 25 août au 18 septembre 1958 à Franstudio
- Format : 35 mm, noir et blanc
- Genre : Film dramatique
- Durée : 94 minutes
- Date de sortie : France - 18 février 1959

## Interprètes
- Françoise Arnoul : Nicole, la femme d'Eric
- Massimo Girotti : Eric, le riche homme d'affaires
- Marcel Bozzuffi : Gino, un ancien de la bande
- Jean-Paul Vignon : Michel, le taxi
- Georges Spanelly : Jean, le conseiller d'Eric
- Roger Dumas : Marcel, un ancien de la bande
- Dany Saval : Monique
- Don Ziegler : Johnny, l'homme d'affaires américain
- Jean Hebey : M. Smith, un homme d'affaires
- Charles Bouillaud : Le barman
- Jean-François Poron : Alain le petit voleur de mobylette
- Georges Rivière : Roger, le bistrot
- Anne-Marie Coffinet : Arlette
- Claude Berri : Un jeune de la bande
- Jacqueline Doyen : Une femme dans le bistrot
- Daniel Crohem : Le chauffeur des américains
- Denise Kerny : La femme de chambre de Nicole
- Marcel Bernier : L'inspecteur de police
- Raoul Marco : Un dîneur à La Tour d'Argent
- Sylvain Lévignac : Robert, le danseur assommé
- Georges Demas : Un danseur bagarreur
- Claude Rollet : Un jeune au juke-Box
- René Hell : Un chauffeur de taxi en attente
- Charles Bayard : L'homme qui suit Nicole
- Michel Thomass : Un client au bistro
- Roger Lecuyer : Un client au bistro
- Henri Guégan : Un bagarreur
- Hy Yanowitz : Un homme d'affaires américain

## Analyse
- Si vous ne connaissez pas le sujet, laissez ce bandeau (vous pouvez alors contacter les auteurs).
- Si vous supprimez le contenu mis en cause (vous pouvez préalablement contacter les auteurs),

argumentez précisément cette suppression dans la page de discussion
(un manque de référence n'est pas un argument ; une recherche réelle de référence doit avoir été effectuée, être formellement documentée).
La danse des générations, entre apaches et blousons noirs.
Ce film est parmi les plus intéressants de ceux qui montrent l'évolution de la jeunesse française dans l'après-guerre. Il met un coup de zoom sur ceux qu'on appellera les « blousons noirs », jeunes délinquants issus des classes pauvres qui, peut-être parce qu'ils sont jeunes justement, n'en sont qu'à de petits coups minables, comme le vol de mobylettes. N'empêche que Gino, le héros malheureux du film, en est déjà à trois ans de prison, sur les cinq qu'il n'a pas revu Nicole.
Cette jeunesse hante tant bien que mal, quitte à se costumer casquette-foulard, les lieux prestigieux, fréquentés jadis par ceux que des touristes américains en mal d'encanaillement appellent encore des Apaches ; pour ces “caves"-là (le mot ne figure pas dans les dialogues, mais il court les films policiers de l'époque, et la chose y est bien), on danse encore la java dans les hauts-lieux répertoriés. Mais, entre jeunes, on danse (on danse beaucoup dans le film) au bistro de Roger, l'indic) tantôt des valses-musette et autres, tantôt de sauvages rock and rolls, de façon acrobatique. La séquence-phare du film se situe à ce moment-là, et se termine par une bagarre générale qui scelle de sort de Gino, entre les partisans du « jazz et [ceux de]  la java », dira bientôt Claude Nougaro – à qui cette séquence a pu servir d'inspiration : n'entend-on pas l'un des personnages protester : « Oh ! ceux-là, avec leur jazz… » ?
En dehors des phénomènes de mode, bien mis en valeur, le film montre l'accélération de l'histoire, dans le sens où l'affrontement entre les générations est de plus en plus rapproché. Ce n'est pas seulement les parents (totalement absents du film) et les enfants mais, parmi ceux-ci, les 20-30 ans contre les 16-20, que symbolise l'aversion de Monique (Dany Saval) pour Nicole (Françoise Arnoul) : cinq ou six ans les séparent, à peine, mais c'est tout un monde. Bientôt ce sera les teenagers contre ceux qui ont passé le cap des 20 ans. On n'est pas loin de l'hystérie sixties, de ce point de vue.
Loin au-dessus de la mêlée, le mari de Nicole, quadragénaire bientôt  grisonnant, riche homme d'affaires, étranger, échappe de peu au cocuage à force de patience et d'intelligence. C'est aussi une réflexion sur un couple a priori mal assorti, sur les concessions que doit faire une jeune femme soucieuse de sortir de sa condition, les choix entre ses envies et ce qui est raisonnable, entre la fidélité à ses origines et l'ascension sociale. À la fin du film, on sent que Nicole ne reviendra plus guère à Paris. Comment faire comprendre, du reste, à cet homme ouvert, tolérant, qu'on s'intéresse à un terrain vague du côté de la  porte de Bagnolet lorsque, dans une des premières scènes du film, Nicole, qui a ouvert la fenêtre du taxi pour savourer la « petite pluie de Paris », s'entend répondre par lui qu'il est incapable d'apprécier « ce genre de poésie » ?
Aucun moment de faiblesse dans l'interprétation. À l'hôtel, en voiture, dans la planque de Gino, au bistro, rien de trop. Une étonnante composition de Marcel Bozzuffi en brute sympathique, marquée par le destin (on aurait bien vu le jeune Gabin là-dedans). Filmée de profil, la carrure de son front, dont les aspérités ressortent à la lumière rasante, fait parfois songer au monstre de Frankenstein !
Pour faire une fin (sinon, la nostalgie ne débouche sur rien, et Nicole ne sait pas ce qu'elle veut, au juste), une séquence action se déclenche après la bagarre générale, à l'issue de laquelle Nicole est délivrée d'un chantage par Gino, qui règle son compte à l'indic (excellente composition de traître de Georges Rivière, l'homme au cigarillo) qui a fait tomber toute sa bande